# 64P/Свифта — Герельса
Комета Свифта — Герельса (64P/Swift-Gehrels) — короткопериодическая комета из семейства Юпитера, которая была открыта 17 ноября 1889 года американским астрономом Льюисом Свифтом в Уорнерской обсерватории (англ.) Нью-Йорка рядом со звездой ζ Пегаса и описал её как довольно тусклый и слегка вытянутый объект. После открытия комета наблюдалась вплоть до 22 января 1890, а потом на долгое время была потеряна и лишь 8 февраля 1973 года была обнаружена другим американским астрономом Томом Герельсом на фотопластинке, полученной со 122-см телескопа Шмидта Паломарской обсерватории. Он описал её как диффузный объект шарообразной формы 30" угловых минут в поперечнике и с яркостью 19 m звёздной величины, но без хвоста. Комета обладает довольно коротким периодом обращения вокруг Солнца — чуть более 9,23 года.

Орбита кометы Свифта — Герельса и её положение в Солнечной системе

## История наблюдений
Во время открытия в 1889—1890 годов комета была обнаружена примерно за месяц до максимального сближения с Землёй. В течение оставшейся части ноября комету описывали как тусклый объект 3-4" угловых минут в поперечнике. В течение декабря комета заметно потускнела, а её кома уменьшилась до 2" угловых минут. Последний раз в этом столетии комета наблюдалась 22 января 1890 года.
Первая параболическая орбита, с использованием позиций 17, 20 и 22 ноября, была рассчитана K. Zelbr и определяла дату перигелия 11 декабря 1889 года. Затем им же была рассчитана первая эллиптическая орбита с использованием позиций, охватывающих период с 19 ноября по 9 декабря. Согласно этим расчётам датой перигелия оказывалось 30 ноября, а период обращения кометы составлял 6,91 года.
После повторного открытия кометы в 1973 году английский астроном Брайан Марсден вычислил более точную эллиптическую орбиту, которая была впервые опубликована 28 февраля. Согласно этим расчётам дата перигелия была определена 29 августа 1972 года, а орбитальный период составил 8,43 года. Марсден также отметил сходство между этой орбитой и орбитой, вычисленной для потерянной периодической кометы 1889 года. Используя 22 позиции кометы, полученные в течение наблюдений 1889—1890 годах, а также внеся гравитационные возмущения планет от Юпитера до Плутона, он определил дату перигелия как 31 августа 1972 года, а период обращения равным 9,23 года. Согласно его расчётам комета испытала два тесных сближения с Юпитером в 1910 году (0,7 а. е.) и в 1924 году (1 а. е.), что и привело к изменению орбиты. По его расчётам наиболее благоприятные периоды наблюдения кометы были в сентябре 1935 и декабре 1944 годов, когда она должна была иметь максимальную яркость 14-15 m видимой звёздной величины.